# Habitatge a la rambla del Doctor Pearson, 10 (Tremp)
L'Habitatge a la rambla del Doctor Pearson, 10 és un edifici de Tremp (Pallars Jussà) protegit com a Bé Cultural d'Interès Local.

## Descripció
Es tracta d'un edifici entre mitgeres situat a la Rambla del Doctor Pearson. L'edifici consta d'una construcció de quatre altures, planta baixa i tres pisos. La fesomia que presenta mostra les característiques arquitectòniques pròpies de l'arquitectura domèstica de la primera meitat del segle xx, amb detalls que denoten una aplicació retardatària del programa decoratiu neoclassicista. És una façana marcadament sòbria però amb una composició simètrica de les obertures i l'emplaçament dels tres balcons correguts. Les úniques traces decoratives es concentren en el darrer pis, en els relleus decoratius classicistes a mode de medallons i formes curvilínies situades a la llinda; en les petites obertures de ventilació i en la decoració d'escacs de la cornisa del ràfec.